# Cristina bispinifrons
Cristina bispinifrons is een hooiwagen uit de familie echte hooiwagens (Phalangiidae).